# September Affair
 September Affair és una pel·lícula estatunidenca dirigida per William Dieterle, estrenada el 1950.

## Argument
Un industrial (Joseph Cotton) i una pianista (Joan Fontaine) es coneixen en un viatge i s'enamoren. Per un capritx del destí, són declarats morts en un accident tot i que no eren a l'avió. Això els dona l'oportunitat de viure junts, alliberats de les seves vides prèvies. Desafortunadament, aquest acord artificial porta a un estrès cada cop més gran.

## Repartiment
- Joan Fontaine: Marianne 'Manina' Stuart
- Joseph Cotten: David Lawrence
- Françoise Rosay: Maria Salvatini
- Jessica Tandy: Catherine Lawrence
- Robert Arthur: David Lawrence Jr
- Jimmy Lydon: Johnny Wilson
- Fortunio Bonanova: Grazzi
- Grazia Narciso: Bianca
- Anna Demetrio: Rosita
- Lou Steele: Vittorio Portini
- Frank Yaconelli: M. Peppino

## Premis
- 1952 Globus d'Or a la millor banda sonora original per Victor Young